# Bataille de Kibata
Première Guerre mondiale
La bataille de Kibata est un affrontement ayant eu lieu le entre le 6 et le 15 décembre 1916 entre les forces allemandes et britanniques. La bataille prend place durant la Première Guerre mondiale, plus particulièrement durant la campagne d'Afrique de l'Est, elle voit la victoire des troupes britanniques.

## Bataille
Le 14 octobre 1916, Kibata est atteinte par les Britanniques. Le 6 décembre, les troupes allemandes principales, dirigées par Paul von Lettow-Vorbeck, avancent sur Kibata. Premièrement, les forces britanniques sont repoussées de leurs avant-postes vers deux redoutes sur la colline de Picquet, au nord de Kibata. Les canons allemands commencent un bombardant les deux redoutes tenues par les Britanniques, avant que les compagnies allemandes lancent l'assaut. Les Britanniques tiennent bon et les Allemands sont répoussés[réf. nécessaire].
L’une des compagnies allemandes s’enterre sur le versant ouest de la colline de Picquet. À ce moment-là, les forces britanniques, des Baloutches venus d’Inde et des soldats du King's African Rifles (KAR) du Nyassaland (actuel Malawi), sont solidement retranchées sur une série de collines près de Kibata. Cependant, les troupes allemandes, dotées d’une artillerie lourde, occupent des collines plus hautes autour de leur position. Les nouvelles recrues s'habituent rapidement aux bombardements et s’adaptent efficacement à la guerre de tranchées. La bataille fait rage, rappelant davantage les champs de bataille européens que la brousse africaine. Dans la nuit du 15 décembre, les forces britanniques attaquent la position allemande. Les soldats britanniques utilisent pour la première fois en Afrique de l’Est des Mills Bombs. Les Allemands battent en retraite et leur position est occupé par des soldats du King's African Rifles, soutenus par une section de mitrailleurs du Loyal North Lancashire Regiment.

## Conséquences
Quelques jours plus tard, les Allemands retirent six des neuf compagnies de la région de Kibata vers le nord pour affronter les troupes principales britanniques du général Smuts, engagées dans les combats pour le contrôle des passages sur la rivière Rufiji. Le 6 janvier 1917, le brigadier général O’Grady ordonne une avancée générale, et les Askaris du KAR prennent rapidement les crêtes précédemment occupées par les Allemands.
Le 1er janvier 1917, deux obusiers de 5 pouces de la 14e batterie d’obusiers de la Royal Garrison Artillery (en) arrivent à Kibata, sonnant la fin des espoirs allemands de détruire la garnison britannique et de reprendre le village.